# Verhnii Duboveț, Teceu
Verhnii Duboveț (în ucraineană Верхній Дубовець) este un sat în așezarea urbană Dubove din raionul Teceu, regiunea Transcarpatia, Ucraina.

## Demografie
Componența lingvistică a localității Verhnii Duboveț
     Ucraineană (99,86%)
     Alte limbi (0,14%)
Conform recensământului din 2001, majoritatea populației localității Verhnii Duboveț era vorbitoare de ucraineană (99,86%), existând în minoritate și vorbitori de alte limbi.